# Volgré
Volgré foi uma comuna francesa na região administrativa de Borgonha-Franco-Condado, no departamento de Yonne. Estendia-se por uma área de 9,63 km². Em 2010 a comuna tinha 330 habitantes (densidade: 34,3 hab./km²).
Em 1 de janeiro de 2017, passou a formar parte da nova comuna de Montholon.